# Lauemburgo (Elba)
Lauemburgo (em alemão: Lauenburg/Elbe) é uma cidade da Alemanha localizada no distrito de Lauemburgo, estado de Eslésvico-Holsácia.
A cidade de Lauemburgo é a sede do Amt de Lütau, porém, não é membro.